# Луитпольд Эмануэль Баварский
Луитпольд Эмануэль Людвиг Мария Баварский (нем. Luitpold Emanuel Ludwig Maria in Bayern; 30 июня 1890, Мюнхен — 16 января 1973, Кройт) — баварский дворянин из Виттельсбахов, историк искусства и строитель дворца Рингберг.

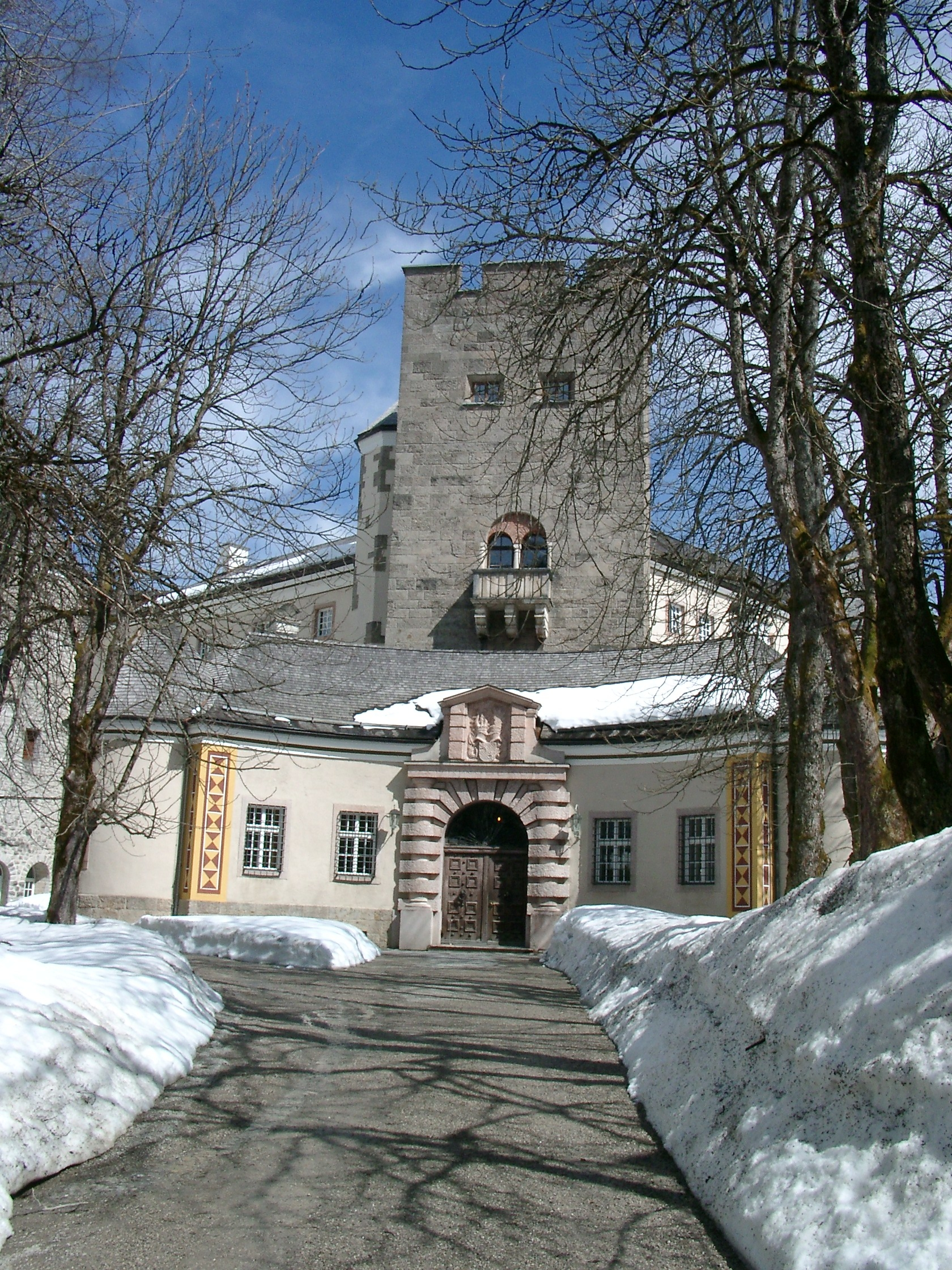
Дворец Рингберг

## Биография
Герцог Луитпольд Эмануэль — третий и младший сын герцога Максимилиана Эмануэля Баварского, племянник императрицы Австрии Елизаветы. Отец Луитпольда умер в 1893 году, спустя год умерла мать Амалия Саксен-Кобург-Готская. Круглая сирота, Луитпольд Эмануэль вырос под опекой дяди Карла Теодора Баварского. В 1922 году Луитпольд Эмануэль завершил обучение философии и истории искусства. Ещё в 1911 году герцог решил построить дворец на горе Риндберг между Роттах-Эгерном и Кройтом. Для финансирования проекта, затянувшегося на более чем 60 лет, герцог тратил личные средства и продал новый дворец Бидерштайн и замок Поссенхофен с большим парком. После Второй мировой войны Луитпольд продал лесные угодья рядом с Поссенхофеном.
Герцог Луитпольд Баварский не был женат и не имел детей. Похоронен вблизи часовни в Риндберге.